# Eta Cygni
Désignations
Eta Cygni (en abrégé η Cyg) est une étoile binaire de la constellation du Cygne. Sa magnitude apparente est de 3,93. D'après la mesure de sa parallaxe annuelle par le satellite Hipparcos, le système est situé à environ 135 années-lumière du Soleil. Il s'en rapproche à une vitesse radiale de −26 km/s.
Son étoile primaire, désignée Eta Cygni A, est classée comme géante orange de type spectral K0III. Son compagnon, Eta Cygni B, est une étoile de douzième magnitude localisée à 7,4 secondes d'arc.